# Bataille du Dogger Bank (1915)
Pour les articles homonymes, voir Bataille du Dogger Bank.
 (octobre 2019).
Première Guerre mondiale
Batailles
- Blocus allié de l'Allemagne
- Odensholm (08-1914)
- 1re Heligoland (08-1914)
- Action du 22 septembre 1914
- Falklands (12-1914)
- Dogger Bank (01-1915)
- Gotland (07-1915)
- Golfe de Riga (08-1915)
- Yarmouth et Lowestoft (04-1916)
- Jutland (05-1916)
- Funchal (12-1916)
- Combat entre le Leopard et le HMS Achilles
- Pas-de-Calais (04-1917)
- Combat entre le HMAS Sydney et le LZ92
- Détroit de Muhu (10-1917)
- 2e Heligoland (11-1917)
- Croisière de glace (02/03-1918)
- Zeebruges (04-1918)
- 1er Ostende (04-1918)
- 2e Ostende (05-1918)
- Sabordage allemand à Scapa Flow (06-1919)

Bataille de la mer Noire
- 12 octobre 1914
- Odessa (10-1914)
- Novorossiisk
- Feodosia
- Cap Sarytch
- île Kirpen (1re)
- île Kirpen (2e)

Front d'Europe de l'Ouest
Front italien
Front d'Europe de l'Est
Front des Balkans
Front africain
Front du Moyen-Orient
La bataille du Dogger Bank est une bataille navale de la Première Guerre mondiale. Elle opposa le 24 janvier 1915 les navires de la Royal Navy britannique à la marine impériale allemande.

## Déroulement
L'opinion publique britannique s'alarme de l'apparente facilité avec laquelle les navires allemands bombardent les ports de la côte est du Royaume-Uni. Le 23 janvier 1915, une escadre de trois croiseurs   de bataille allemands (le Derfflinger, le Moltke et le Seydlitz) et d'un croiseur cuirassé, le Blücher dirigée par l'amiral Franz von Hipper, accompagnée d'un destroyer, d'un croiseur léger et d'un dirigeable, part attaquer les ports et la flotte de pêche britanniques. Néanmoins, les Britanniques ont déjà dépêché des navires de guerre sous les ordres du vice admiral Sir David Beatty depuis Scapa Flow dans les Orcades, au nord de l'Écosse, d'où il est plus facile d'intercepter toute incursion allemande en mer du Nord. Grâce à l'interception des communications radio allemandes, les Britanniques sont informés du raid de Hipper.
Le 24 janvier, Beatty et Hipper se rencontrent au large du Dogger Bank, au milieu de la mer du Nord. Hipper, surpris par les Britanniques, ordonne le repli, mais il est vite rattrapé par les navires de guerre de Beatty, plus rapides et plus puissamment armés, qui ouvrent le feu vers 9 heures. À 9 h 30, le Seydlitz reçoit un obus qui détruit sa tourelle arrière, le bâtiment n'est sauvé que par le noyage du compartiment. Le Blücher est lui aussi fortement malmené par les obus britanniques ; les navires de Beatty n'ont jusqu'à présent subi aucun dommage important, mais à 10 heures, le Lion est touché par une salve de trois obus qui l'obligent à réduire sa vitesse et à quitter la ligne. Hipper décide alors d'abandonner le Blücher à son sort, et de fuir avec ses trois navires restants. Cependant, avec quatre navires encore en course, Beatty pense tenir encore une victoire décisive : le HMS Indomitable est chargé d'achever le Blücher tandis que les trois autres doivent poursuivre Hipper.
Mais une erreur de transmission va assurer le salut des survivants allemands : vers onze heures, peu de temps avant de transférer son pavillon sur le Princess Royal, Beatty donne deux ordres successifs par drapeaux sur le Lion. Le premier est un changement de cap, « route au nord-est », à la suite de l'observation d'un périscope, qui lui fait craindre un piège sous-marin. Or ce signal n'est pas halé bas avant la transmission suivante qui ordonnait d'attaquer l'arrière garde ennemie. Les deux signaux lus ensemble furent interprétés comme l'ordre d'attaquer l'ennemi dans le nord-est, position où se trouvait le Blücher. Le contre-amiral Archibald Moore envoya donc le Princess Royal, le Tiger et le New Zealand aider l’Indomitable à la destruction du Blücher. Le temps que Beatty embarque sur le Princess Royal et modifie l'ordre, Hipper avait disparu à l'horizon.

## Conséquences

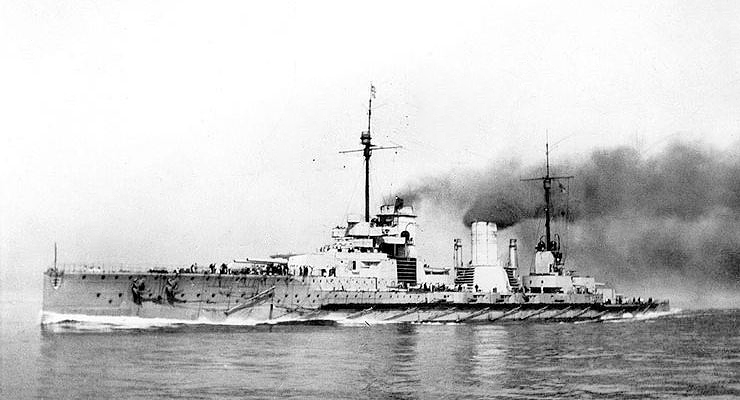
Le croiseur de bataille Seydlitz

La bataille du Dogger Bank met provisoirement fin aux raids navals allemands au Royaume-Uni, mais elle met aussi en évidence certaines faiblesses des procédures navales britanniques. L'efficacité de l'artillerie des vaisseaux de Beatty se révèle très faible, seuls 73 obus sur 958 tirés ont atteint leur cible. De même, les ordres transmis entre les différents vaisseaux britanniques l'étaient avec lenteur et manque de clarté, et rien n'est fait pour y remédier. Les Britanniques ont tout de même contraint Hipper à la retraite après qu'il eut perdu un navire. Ils ne savent pas que le Seydlitz a également été endommagé ; un grave incendie dans l'une de ses tourelles a causé la mort de 159 marins. Les Allemands enquêtèrent sur les causes de l'incendie et établirent de nouvelles règles de sécurité qui seront décisives lors de la bataille du Jutland.